# Urquijo (Magdalena)
Urquijo es un centro poblado de Guamal en el departamento del Magdalena, esta a 55 minutos de la cabecera municipal. Tiene al sur la Ciénaga de Chilloa. Hace parte de la zona rural del municipio.